# 王昙
王昙（1760年—1817年），又名良士，字仲瞿，号瓶山，浙江秀水（今嘉興市）人。

## 简介
王昙从小家境贫寒，后来一直寄居在岳父家。寓居吴门（今江苏苏州），乾隆五十九年（1794年）举人。会试屢試不中，终身布衣。为学无所不窥，工诗文，善繪画，好游侠，通兵家之言，能作“掌中雷”，时人稱为“狂士”。嘉庆初年，四川、湖南白莲教起义，王昙中举时的主考官吴省钦向嘉慶帝推荐王昙去平叛，并且上奏中说王昙会掌心雷。嘉庆帝痛斥王昙是“荒诞不经”。吴省钦也因此被罢官还乡，王昙自此断绝仕途。王昙是一个另类才子，一生只活了五十七岁，好友龚自珍安葬了他，且撰写《王仲瞿墓表銘》叙述其生平事迹。

## 生活
王昙狂放豪壮，他家的房子名叫：“烟霞万古楼”，楼没有建造楼梯，客人来的时候，王昙跳下楼与客人谈话。遇到话不投机的客人，寒暄几句又跳上楼去；遇到侃侃而谈的知音，则拉入楼上倾谈尽兴。

## 作品

### 诗文集
- 《烟霞万古楼文集》
- 《烟霞万古楼诗选》

### 存世名联
王昙自作门联：室中有碧水丹山，妻太聪明夫太怪；门外皆青磷白骨，人何寥落鬼何多。

## 评价
- 陆以湉，《冷庐杂识》评价他：“倜傥负奇气，文辞敏赡，下笔千言立就”。[4]

- 张维屏，《国朝诗人征略》记述浙江学政窦光鼐评价王昙写的西楚霸王庙碑是“二千年来无此手笔”。[5]

- 陈康祺，《郎潜纪闻四笔》评价王昙：“文、诗并奇横无范，所学亦通博，盖霸才也。”[6]

- 金武祥，《粟香随笔》记述：王昙诗文与舒位、孙原湘齐名，法式善曾为他们作《三君咏》。[7]

- 赵慎畛，《榆巢杂识》评价他：“浙江举人王仲瞿博学能文，屡入礼闱，皆以文涉险怪被黜。”[8]

## 脚注
1. ↑  名字與表字取自《詩經·唐風》：“好樂無荒，良士瞿瞿。”
2. ↑  妻，指其继室金礼嬴，当时能诗会画的才女；门外，当时秋泾桥边为义冢。